# コムストック物理学賞
コムストック物理学賞（コムストックぶつりがくしょう、Comstock Prize in Physics）は、米国科学アカデミーが「広く理解されている、電気・磁気・放射エネルギーにおける最近の革新的な発見・調査に対して」授与する賞である。
受賞者は北アメリカの居住者に限定され、おおむね5年に1度授与されている。名称は、賞金の基金を寄付した米陸軍士官サイラス・B・コムストックに因む。

## 受賞者
| 年   | 受賞者                                            | 受賞理由 |
| ---- | ------------------------------------------------- | --- |
| 2024 | ミシェル・デヴォレ、ロバート・シェルコプフ        | |
| 2019 | ミハル・リプトン                                  | |
| 2014 | デボラ・S・ジン                                   | 極低温フェルミ原子気体中での量子縮退と分子ボーズ＝アインシュタイン凝縮体の形成を実証し、極性分子量子化学の先駆的な研究をしたことに対して。         |
| 2009 | チャールズ・ベネット                              | 宇宙マイクロ波背景放射のマッピングと前例のない正確さによる宇宙の年齢、質量・エネルギー含有量、幾何学、膨張率、宇宙再電離の時期の決定に対して。     |
| 2004 | ジョン・バーコール                                | 天体物理学への多くの貢献、特に太陽モデルに関する決定的な研究と太陽ニュートリノ問題の識別と解決における重要な役割に対して。                         |
| 1999 | ジョン・クラーク                                  | 超伝導量子干渉計(SQUID)の開発および科学的測定（特に電気、磁気、電磁波）に対する主要な貢献に対して。                                                |
| 1993 | アーウィン・ハーン                                | 磁気共鳴とコヒーレント光学における革命的な発見（特にハーンスピンエコー、ハルトマン＝ハーン交差分極、自己誘導透過）に対して。                       |
| 1993 | チャールズ・ペンス・スリクター                    | 超伝導体における対相関の初の実験的証明と表面科学および触媒作用における基礎研究を含む、凝縮体における磁気共鳴の開発と応用への精力的な貢献に対して。 |
| 1988 | 朱経武 呉茂昆                                     | 液体窒素温度以上のイットリウムバリウム銅酸化物および類似の化合物における超伝導の発見--大きな科学的・技術的な進歩に対して。                         |
| 1983 | テオドール・ヘンシュ ピーター・P・ソローキン      | |
| 1978 | レイモンド・デイビス・ジュニア                    | |
| 1973 | ロバート・H・ディッケ                             | |
| 1968 | レオン・クーパー ジョン・ロバート・シュリーファー | |
| 1963 | 呉健雄                                            | |
| 1958 | チャールズ・タウンズ                              | |
| 1953 | ウィリアム・ショックレー                          | 固体材料の電気的および磁気的性質の先駆的な調査・説明、 特に半導体中の電子と正孔による電気伝導に関する研究に対して。                                |
| 1948 | マール・アンソニー・トューヴ                      | 上層大気に関する先駆的な研究と電気パルス法の研究の発展に対して。静電発電機を利用した核物理学における先駆的な研究に対して。近接信管の開発に対して。 |
| 1943 | ドナルド・ウィリアム・カースト                    | ベータトロンの開発に関連する先駆的な研究とこの新しく強力な科学的ツールで得た結果に対して。                                                         |
| 1938 | アーネスト・ローレンス                            | |
| 1933 | パーシー・ブリッジマン                            | 物質の電気的構成への理解を深めた調査に対して。 |
| 1928 | クリントン・デイヴィソン                          | ある条件下で電子が波動のような振る舞いをするという予測を実証する実験的な研究に対して。                                                             |
| 1923 | ウィリアム・デュアン                              | |
| 1918 | サミュエル・ジャクソン・バーネット                | |
| 1913 | ロバート・ミリカン                                | |